# Ivan Petrovič Tolstoj
Ivan Petrovič Tolstoj (in russo Иван Петрович Толстой?; Mosca, 1685 – Monastero di Solovki, 7 giugno 1728) è stato un politico russo.

## Biografia
Era il primogenito di Pëtr Andreevič Tolstoj (1645-1729), e di sua moglie, Solomonida Timofeevna Dubrovskaja (1660-1722).
Sposò Praskov'ja Michajlovna Rtiščeva, nipote di Fëdor Alekseevič Rtiščev. Ebbero un figlio: Andrej Ivanovič (1721-1803).
Il 26 maggio 1727, dopo la morte di Caterina I, fu privato del suo rango, del suo titolo ed esiliato con il padre nel monastero di Solovki, dove morì il 7 giugno 1728.